# 埃玛·普利

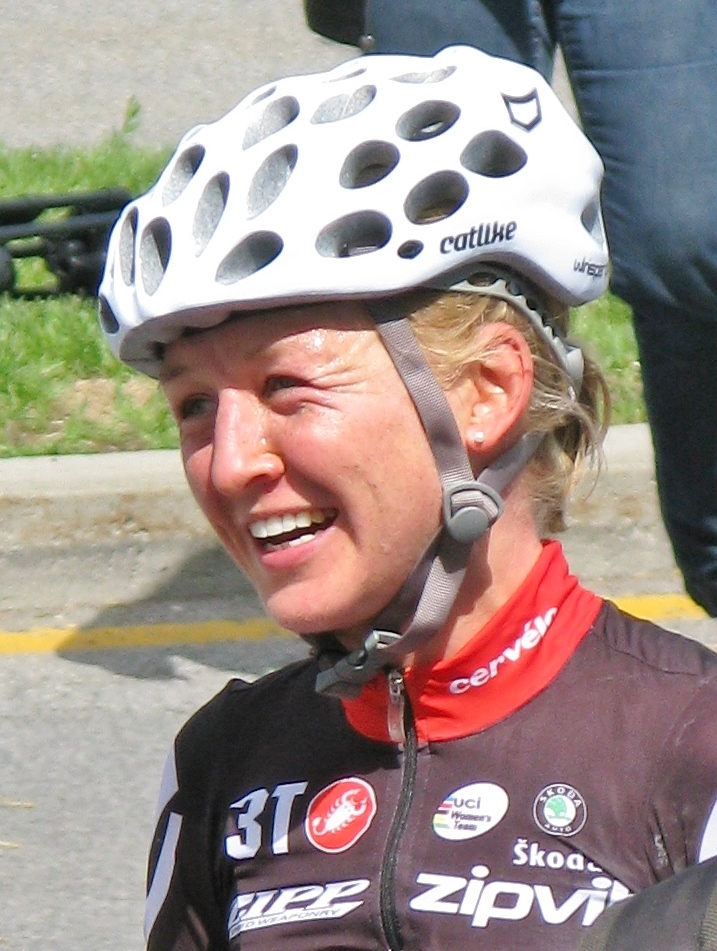
埃玛·普利

埃玛·普利（Emma Pooley，1982年10月3日—）生于英格兰旺茲沃思，是一名英国女子自行车运动员。她是2008年夏季奥林匹克运动会自行车女子个人计时赛银牌得主。